# Сандене Коду Фалл Ндао
Сандене Коду Фалл Ндао (д/н — 1787) — 28 ммад-салум (володар) держави Салум в 1776—1787 роках.

## Життєпис
Відомостей про нього обмаль. Брав участьу боротьбі за трон, що почалася з середини 1750-х років. 1778 року повалив маад-салума Сегане Деген Ндіає, ставши новим володарем. Намагався відновити потугу держави.
1785 року розпочав перемовини з Людовиком Ле Гардьє де Репентіньї, французьким губернатором Сенегальської колонії. 1786 року було укладено угоду, за якою маад-салум передав французам острів Каст'ямбе та дозвіл створити факторію в Кіавері. 1787 року помер або був повалений наступним маад-салумом Бірамом Ндієме Ніахана Ндіає.